# Mixarcturus acanthurus
Mixarcturus acanthurus is een pissebed uit de familie Antarcturidae. De wetenschappelijke naam van de soort is voor het eerst geldig gepubliceerd in 1925 door Monod.